# 大宮神社 (大阪市旭区)
大宮神社（おおみやじんじゃ）は、大阪市旭区大宮にある神社。旧社格は村社。源義経による創建である。

## 祭神
- 主祭神 - 応神天皇、神功皇后、姫大神
- 合祀神 - 大国主神、事代主神、速素盞男神・二座、応神天皇・二座、菅原道真公、十五社大神（天照皇大神・八幡大神・住吉大神・賀茂大神・廣田大神・松尾大神・熊野大神・稲荷大神・三十川大神・春日大神・白山大神・大原野大神・子守大神・布留大神・生野大神）
- 相殿神 - 鬼門守護社（鬼門守護大神）、天御中主社（天御中主神・二座）、天満神社（菅原道真公）、稲荷神社（宇迦之御魂神）

## 歴史
伝承によれば、寿永元年（1185年）2月に平家追討の最中であった源義経がこの地で宿を取ったところ、宇佐八幡神の霊夢を見、目覚めると梅の木に鏡がかかっていた。それを手にした義経は軍神であり源氏の氏神でもある八幡神の力を得たとばかりにその鏡を奉じて平家を打ち滅ぼした。このことを後鳥羽天皇に奏上すると神社の建立を許され、この地に大宮八幡宮を建立したという。摂津誌には「南島神社」と記されている。
天正11年（1583年）に羽柴秀吉によって大坂城が築かれると当社は大坂城の鬼門守護神とされ、秀吉の保護を受けて境内の整備が行われた。毎年1月、5月、9月には幣帛を献じられ大いに栄えたという。
当社は江戸時代にも引き続いて大坂城の鬼門守護神とされ、大坂城代の交代時には当社への参拝が行われた。他にも毎年1月には初穂料、5月、9月には大幣を献じられていたが、社殿などは年を追って衰微していった。しかし、天明年間（1781年 - 1789年）、寛政年間（1789年 - 1801年）に祠官廣渕善直が社殿・境内の復旧に努めて中興し、従五位下に叙せられている。
明治時代になると村社に列せられている。
かつて本殿の北側には小山があったのだが、明治初年の京街道改修の折に土が必要となり小山は取り崩された。現在は大宮中公園として整備されている。
1885年（明治18年）の明治十八年の淀川洪水によって境内にあった春日社が損壊している。
1910年（明治43年）に近辺にあった十五神社（十五社大神が祀られていた）や森小路神社などの7社を合祀したため、非常に数多くの神々が祀られることとなった。そのために1912年（明治45年）4月には大宮八幡宮の名称を大宮神社と改め、鳥居に掛かっていた「大宮八幡宮」の額が下ろされた。現在ではその額は神輿庫に保管されている。なお、一の鳥居と燈籠は森小路神社から、摂社・高良社の鳥居と燈籠は江野天満社より移設されたものである。
本殿は大風水害により大破し修理不能になっていたため、1936年（昭和11年）9月15日に設計池田谷久吉、施工金剛建築部（現・金剛組）によって再建された。

## 伝豊国大明神坐像
2020年（令和2年）5月、修復中の摂社・高良社より等身大の豊臣秀吉（豊国大明神）坐像が発見された。社伝では大坂夏の陣の際に大坂城より運ばれたものであるとされていたが、制作は17世紀中頃のようである。束帯姿で像高は81.9センチメートルあるが、頭上の冠は無くなっている。近現代に作られた秀吉像を除けば最大となる。
天明5年（1785年）に、すでに廃絶となっていた秀吉ゆかりの京都の豊国社と豊国廟の旧参道の上に再建されていた新日吉社（現・新日吉神宮）の境内に、ひそかに秀吉を祭神として祀ったという樹下社（このもとのやしろ、現・末社豊国神社）が建てられた。次いで、寛政5年（1793年）には秀吉が最初に一城の主となった長浜城があった長浜に、「えびす宮」（現・豊国神社）が創建され、本殿の奥に秀吉がかくされて祀られる構造となっていた。このように、この時代より少しずつ太閤秀吉に人気が出ていたが、寛政9年（1797年）に秀吉の一代記である『絵本太閤記』が出版されると、次にはそれを翻案した浄瑠璃が大坂・京都で頻繁に上演されるなどして秀吉の人気は高まりを見せていた。
こういった秀吉人気の流れの中で、文政6年（1823年）には当社でこの秀吉像の御開帳が行われたのであった。この後、秀吉像は高良社に移されたようである。その後、なぜか高良社の社殿の扉には釘止めが行われ、長く秘されて祀られるようになった。江戸時代における豊国大明神信仰を考える上でも貴重なものである。

## 境内
- 本殿 - 1936年（昭和11年）9月15日再建。三間社流造。設計は池田谷久吉、施工は金剛建築部（現・金剛組）[6]。
- 神門 - 1936年（昭和11年）9月15日再建。設計は池田谷久吉、施工は金剛建築部（現・金剛組）[6]。
- 影向梅（えこうばい） - 神門の東側にある。源義経が手に取ったという霊鏡が掛かっていたとされる御神木。すでに枯木となっており、現在はその根幹を残すのみとなっている[8]。
- 亀甲石（きっこうせき） - 神門の西側にある。古くより御亀石（おかめいし）と称して崇められているが、詳細は不明[8]。
- 拝殿 - 1930年（昭和5年）再建[9]。
- 遥拝所 - 伊勢神宮、宮中三殿、天皇陵、宇佐神宮、石清水八幡宮その他大社を拝する所。1932年（昭和7年）築。当初は拝殿の東側にあったが、1976年（昭和51年）に現在地に移された[2]。
- 社務所 - 1964年（昭和39年）再建[9]。
- 神輿庫 - 1997年（平成9年）建立[4]。以前は絵馬堂に保管してあった絵馬や神輿を置いている。
- 参集所 - 2009年（平成21年）に絵馬堂を参集所に改修。明治初年頃にはあり、1921年（大正10年）には修理が行われている[9]。
- 戎倉庫 - 1983年（昭和58年）建立[9]。

### 摂末社
- 高良社・豊国社 - 高良社祭神：高良大神、豊国社祭神：豊国大明神。1936年（昭和11年）再建[2]。もともとは高良社であったが、2020年（令和2年）5月に社殿を修復中に豊国大明神坐像が発見されたことにより、翌2021年（令和3年）から正式に豊国大明神も祀られるようになった。
- 稲荷社 - 祭神：宇迦之御魂神
- 若宮八幡宮 - 祭神：仁徳天皇
- 楠社 - 祭神：楠大神。ここに楠御前の跡があったと伝えられる。戦後に宮司が巳（み）さんを勧請し合祀したとも伝える。社の敷地は巳さんのお庭として細長く作られている[2]。
- 北斗社 - 祭神：北斗大神。宇佐神宮の末社である北辰神社（ほくしんじんじゃ）には天之御中主神が祀られている[2]。
- 春日社 - 祭神：春日大神、住吉大神、廣渕善直命。2014年（平成26年）10月再建。1885年（明治18年）の明治十八年の淀川洪水によって損壊したが、1958年（昭和33年）5月10日に再興されている[2]。
- いぼ大神社 - 祭神：いぼ大神。モチの木[2]。
- 行者社 - 祭神：役小角命。元々は当社の近隣に祀られていたもので、太平洋戦争後に現在地に移された[2]。

## 文化財

### 大阪市指定有形民俗文化財
- 伝豊国大明神坐像 - 2021年（令和3年）3月28日指定。近代の大阪では秀吉が篤く信仰されていたが、その信仰を物語る史料は希少であり、重要な彫像である。

- 大宮神社神像群一括 6軀 - 2023年（令和5年）5月16日指定。
  - 男神坐像 - 束帯姿で元文2年（1737年）の奉納銘があるが、制作年代は中世にさかのぼる。大阪市域でも古様な神像の作例である。
  - 稲荷神立像及び二狐 - 老相の稲荷神である。
  - 童子形神立像 - 仁徳天皇像として祀られていた可能性がある。
  - 鎮宅霊符像 - 北斗社の神体であった可能性がある。

## 祭事
- 大宮えびす祭・1月、夏まつり・7月、秋まつり・10月等

## 所在地
- 大阪府大阪市旭区大宮3丁目1-37

## アクセス
- 大阪メトロ谷町線 千林大宮駅より徒歩約6分。
- 京阪本線 千林駅より徒歩約16分。